# ربییا د کیاسس
ربییا د کیاسس (به اسپانیایی: Revilla de Collazos) یک شهرستان در اسپانیا است که در استان پالنسیا واقع شده‌است.

## خصوصیات
ربییا د کیاسس ۲۰ کیلومترمربع مساحت و ۷۹ نفر جمعیت دارد.